# Shabdrung Ngawang Namgyel
O Shabdrung Ngawang Namgyel (1594–1651) foi o unificador do Butão.
Ao morrer em 1651,  seu poder passou para os penlops (governadores locais) em vez de ser transmitido a um sucessor do Shabdrung. A fim de manter a estabilidade da dinastia e prevenir o regresso ao tempo dos "senhores da guerra", estes conspiraram para manter a morte do Shabdrung em segredo por 54 anos. Durante esse período, emitiam ordens em seu nome, explicando que o Shabdrung se encontrava em retiro silencioso.
A passagem do Shabdrung é atualmente celebrada como um feriado nacional butanês, caindo no 4º mês, no 10º dia do calendário tibetano.